# Listă de filme românești/Ț
Aceasta este o listă de filme românești (artistice, de animație și documentare) care încep cu litera Ț:
- Țapinarii (1982)
- Țara Moților (film) (1938)
- Țărmul n-are sfârșit (1962)
- Țigăncușa de la iatac (1923)